# Vyšné Ladičkovce
Vyšné Ladičkovce jsou obec na Slovensku v okrese Humenné v Prešovském kraji. V obci žije 185 obyvatel.

## Poloha
Obec leží v jihovýchodní části Ondavské vrchoviny v údolí ladičkovského potoka Ľubiška. Povrch je mírně zvlněná pahorkatina s nadmořskou výškou 210 až 454 m n. m., střed obce je ve výšce 230 m n. m. Povrch je tvořen třetihorním flyšem.
Obec sousedí s obcí Hrubov na severu, Hrabovec nad Laborcom, Koškovce a Hankovce na východě, Vyšné Ladičkovce na jihu, Sopkovce, Baškovce a Turcovce na západě.

## Historie
První písemná zmínka o obci pochází z roku 1427, kde je uváděná jako Felso Vladicska, později jako Wisny Ladiczkowcze, Wissné Ladičkowce a od roku 1927 jako Vyšné Ladičkovce, maďarsky: Felsőladiskóc nebo Felsőlászlófalva. Obec patřila k panství Humenné, od 17. do 18. století byla vlastněn a Klobušickovci od 19. století náležela Andrássyům.
V roce 1557 obec platila daň z pěti port. V roce 1787 žilo v 34 domech 286 obyvatel a v roce 1828 360 obyvatel žilo v 48 domech.
Ke konci druhé světové války byla obec částečně vypálená Němci.
Hlavní obživou bylo zemědělství a tkalcovství.

## Kostel
V obci je římskokatolický filiální kostel Nanebevstoupení Páně postavený a vysvěcený v roce 1995. Obec náleží pod katolickou farnost Ľubiša děkanát Humenné, arcidiecéze košické.